# Iso-Salanti
Iso-Salanti är en sjö i kommunen Tavastehus i landskapet Egentliga Tavastland i Finland. Sjön ligger 118,4 meter över havet. Arean är 45 hektar och strandlinjen är 3,14 kilometer lång. Sjön  ingår i Kumo älvs huvudavrinningsområde.   Den ligger omkring 30 km väster om Tavastehus och omkring 110 km nordväst om Helsingfors. 